# SN 2006ki
SN 2006ki – supernowa typu Ia odkryta 20 września 2006 roku w galaktyce A210634-0038. W momencie odkrycia miała maksymalną jasność 23,20m.